# Microrregión de Campo Belo
La microrregión de Campo Belo es una de las microrregiones del estado brasileño de Minas Gerais perteneciente a la mesorregión Oeste de Minas. Su población fue estimada en 2006 por el IBGE en 112.649 habitantes y está dividida en siete municipios. Posee un área total de 2.706,922 km².

## Municipios
- Aguanil
- Campo Belo
- Cana Verde
- Candeias
- Cristais
- Perdões
- Santana do Jacaré

- Datos: Q2455889